# ابرهوفن-سور-مودر
ابرهوفن-سور-مودر (به فرانسوی: Oberhoffen-sur-Moder) یک کمون در فرانسه با جمعیت ۳٬۱۳۷ نفر است که در Canton of Bischwiller واقع شده‌است.